# 瓦武阿省
7°23′N 6°29′W / 7.383°N 6.483°W

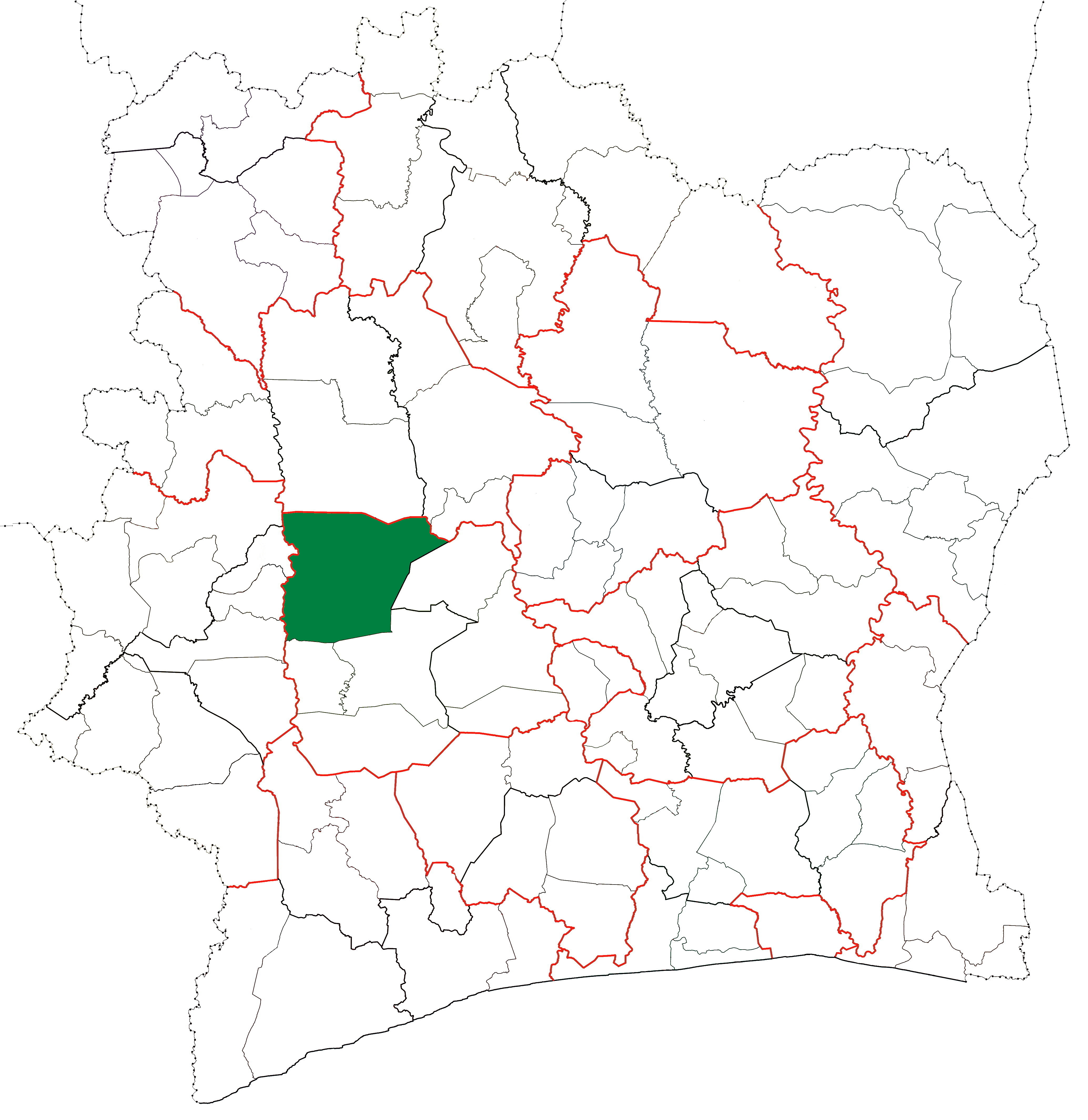

瓦武阿省（法語：Vavoua），是科特迪瓦的省份，位於該國中部薩桑德拉-馬拉韋區，由上薩桑德拉區負責管轄，成立於1988年，面積6,480平方公里，2014年人口400,912，人口密度每平方公里62人。首府为瓦武阿。